# كأس جمهورية أيرلندا 1925–26
كأس جمهورية أيرلندا 1925–26 (بالإنجليزية: 1925–26 FAI Cup)‏ هو الموسم 5 من كأس جمهورية أيرلندا. أشرف على تنظيمه اتحاد أيرلندا لكرة القدم، وفاز فيه Cork F.C. ‏.